# Episodi di Trapper John (quarta stagione)
La quarta stagione della serie televisiva Trapper John è stata trasmessa in anteprima negli Stati Uniti d'America dalla CBS tra il 26 settembre 1982 e il 3 aprile 1983.
| nº | Titolo originale                | Titolo italiano | Prima TV USA      | Prima TV Italia |
| -- | ------------------------------- | --------------- | ----------------- | --------------- |
| 1  | Don't Rain on My Charade        |                 | 26 settembre 1982 |                 |
| 2  | Truth and Consequences (Part 1) |                 | 3 ottobre 1982    |                 |
| 3  | Truth and Consequences (Part 2) |                 | 10 ottobre 1982   |                 |
| 4  | Three on a Mismatch             |                 | 17 ottobre 1982   |                 |
| 5  | The Object of My Affliction     |                 | 24 ottobre 1982   |                 |
| 6  | You Pays Your Money             |                 | 31 ottobre 1982   |                 |
| 7  | The Ransom                      |                 | 7 novembre 1982   |                 |
| 8  | Thanks for Giving               |                 | 21 novembre 1982  |                 |
| 9  | The Good Life                   |                 | 28 novembre 1982  |                 |
| 10 | Getting to Know You             |                 | 12 dicembre 1982  |                 |
| 11 | Russians and Ruses              |                 | 19 dicembre 1982  |                 |
| 12 | Life, Death and Vinnie Duncan   |                 | 2 gennaio 1983    |                 |
| 13 | Baby on the Line                |                 | 9 gennaio 1983    |                 |
| 14 | It Only Hurts When I Love       |                 | 16 gennaio 1983   |                 |
| 15 | Hear Today, Gone Tomorrow       |                 | 23 gennaio 1983   |                 |
| 16 | Forget Me Not                   |                 | 30 gennaio 1983   |                 |
| 17 | The Spy Who Bugged Me           |                 | 13 febbraio 1983  |                 |
| 18 | Pasts Imperfect                 |                 | 20 febbraio 1983  |                 |
| 19 | Primetime                       |                 | 13 marzo 1983     |                 |
| 20 | Blue Genes                      |                 | 20 marzo 1983     |                 |
| 21 | Friends in High Places          |                 | 27 marzo 1983     |                 |
| 22 | South Side Story                |                 | 3 aprile 1983     |                 |